# トレ
トレ（Taulé [tole]）は、フランスの北西部に位置するコミューンで、ブルターニュ地域圏のフィニステール県に所在する。

## 地理
トレは、カランテック半島の付け根に位置し、西のペンゼ川と東のモルレー川のふたつの河口の間の高台にある。モルレーの7km北西の場所である。

## 人口
| 1793年 | 1800年 | 1851年 | 1901年 | 1954年 | 2006年 | 2012年 |
| ------ | ------ | ------ | ------ | ------ | ------ | ------ |
| 2 495  | 2 160  | 3 037  | 2 711  | 2 446  | 2 871  | 2 966  |

（参照元：1999年までLdh/EHESS/Cassini、2004年以降INSEE）

## 文化遺産
古鐘楼
16世紀初めに建てられた。隣接する教会の建物は残っていないが、発掘により身廊が発見された。17世紀末、鐘楼は監視線の一端となった。ヴォーバンがイギリス軍の襲来に備え、カランテックの守備を固めるために設置したものである。狼煙や銃声による信号が、監視塔を伝って、もう一方の端であるブレストまで届けられた。
聖ピエール教会
1902年に建設が始まり、1904年に完成した。エルネスト・ル・ゲラニックにより設計された、ネオ・ゴシック建築の教会である。
聖エルボ礼拝堂
1526年に建てられたこの礼拝堂は、鐘楼のない長方形の建物である。1629年に小教区に寄与され、ペストで死亡した人々の墓地として使用された。1987年に修復されてから、絵画の展示会が年に数回行われている。

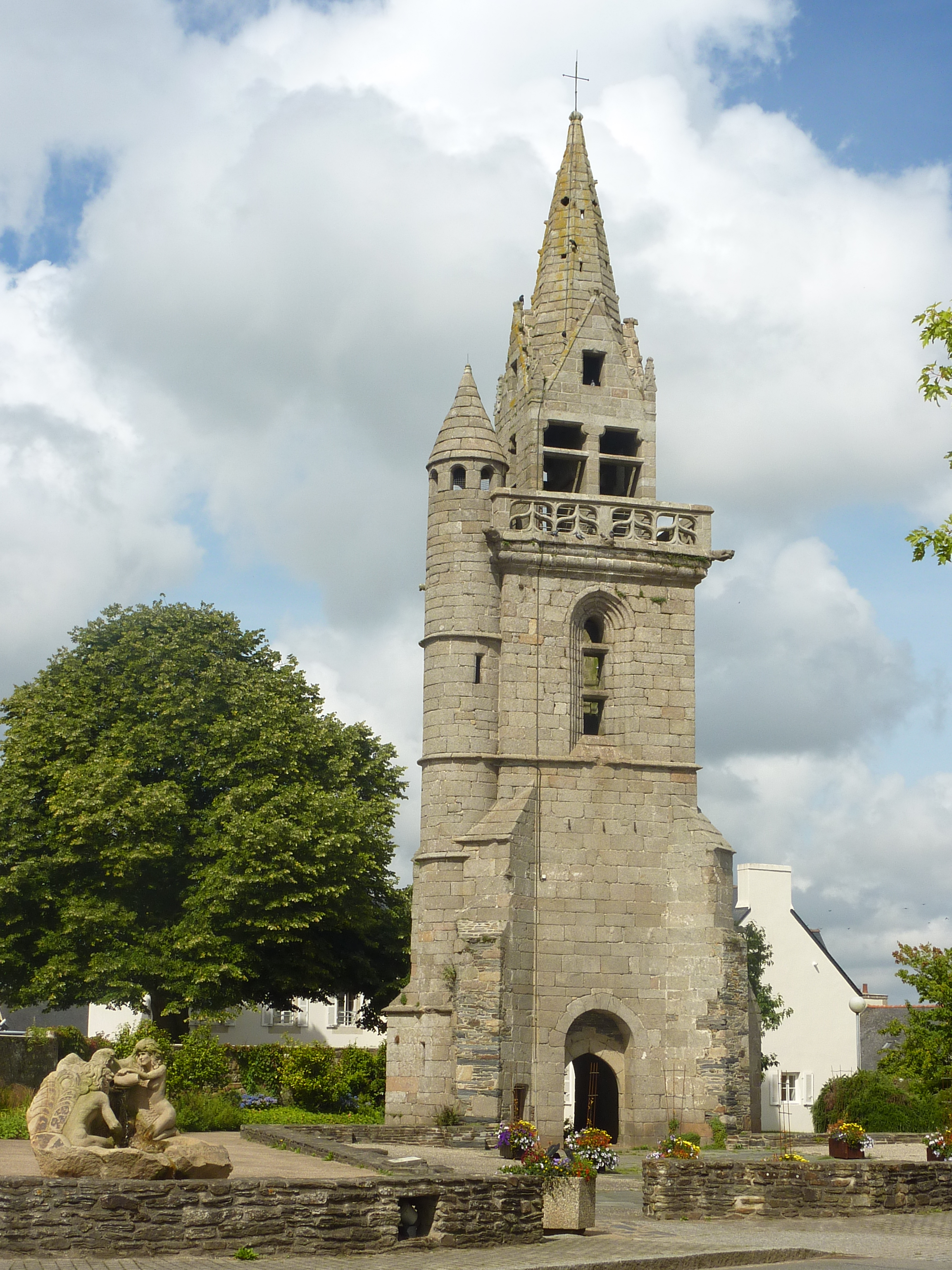
古鐘楼
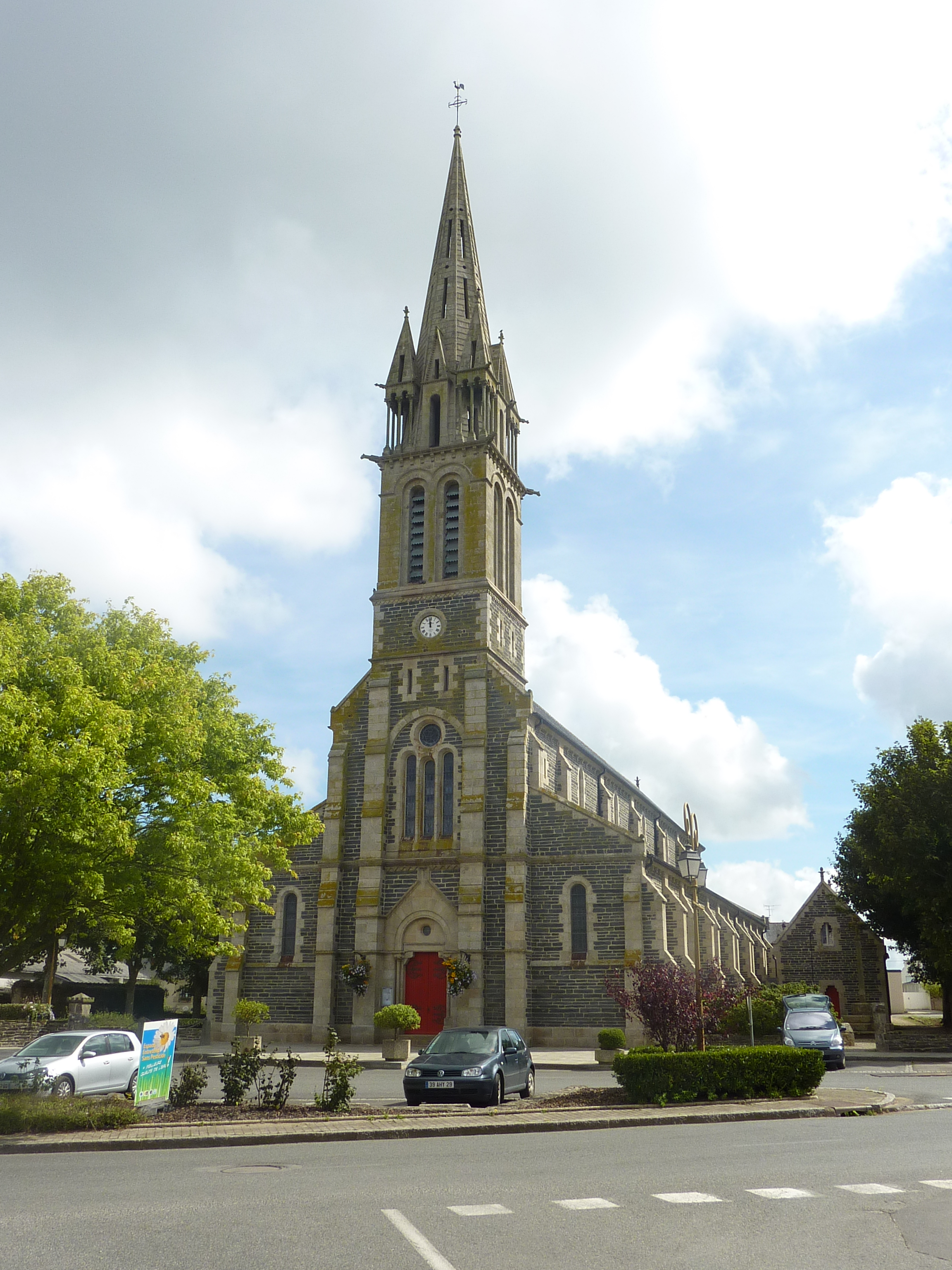
聖ピエール教会

## 交通
1883年にモルレーとロスコフを結ぶ鉄道が開通し、トレにも駅があったが、1981年以降、当路線の停車駅はサン＝ポル＝ド＝レオンとロスコフのみとなり、トレには停車していない。現在は、フィニステール県会による長距離バス（fr）が停車する。